# Горбань Сергій Іванович

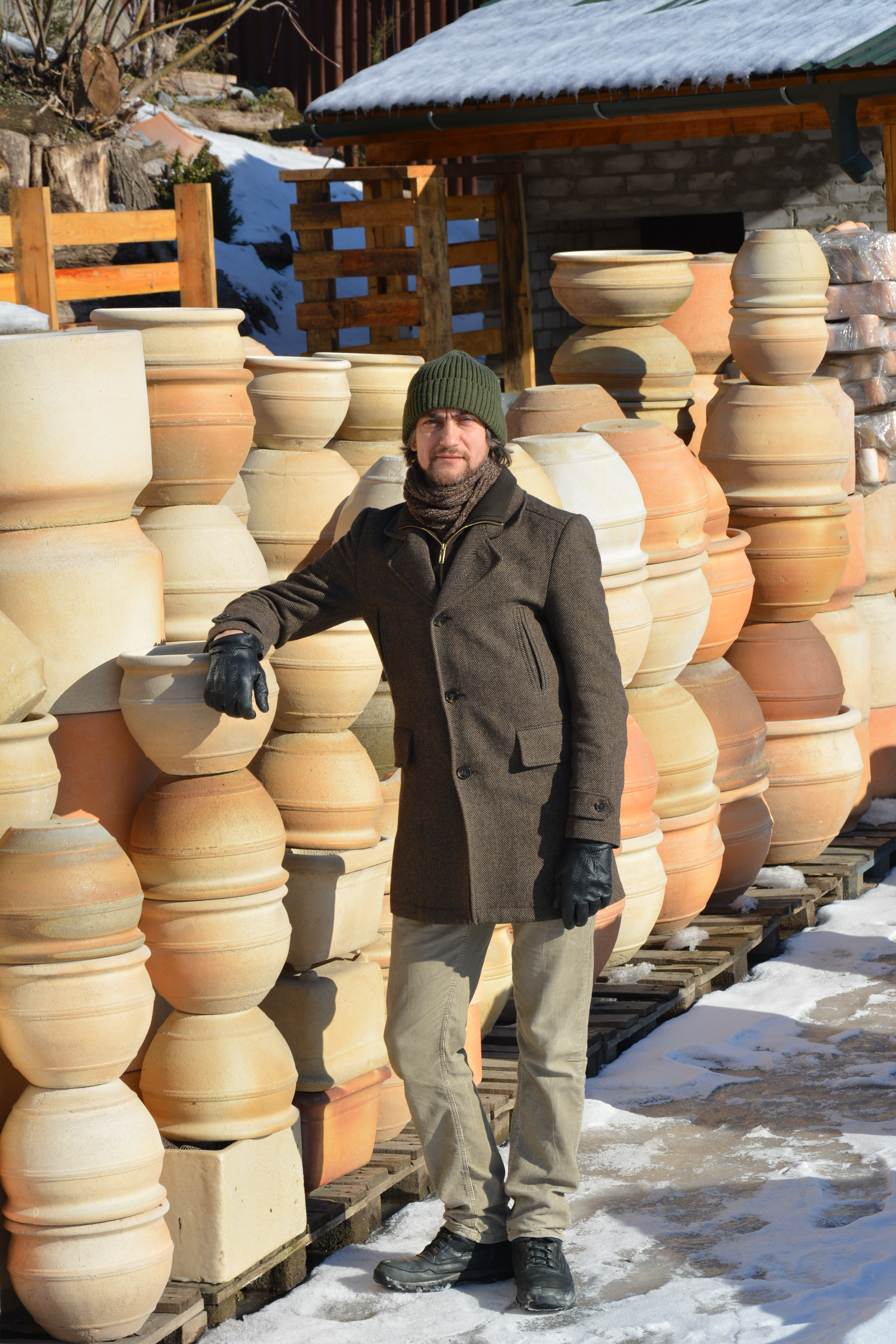
Сергій Горбань біля своїх виробів

Горбань Сергій Іванович (нар. 8 листопада 1972, м. Дніпро) — дніпровський гончар, власник гончарної майстерні.

## Біографія
Сергій Горбань народився 8 листопада 1972 року, у м. Дніпро. Він гончар-самоук. Багато чого запозичив із книг та Інтернету, вперше зустрів професійного гончара у селі Опішня на Полтавщині. Першу глину йому подарував знайомий, який раніше почав займатися керамікою і ліпив у гіпсовій формі, а не за гончарним колом. Сергій завжди хотів працювати саме на колі.

## Діяльність
Займатися гончарством майстер почав з 20-ти років, коли навчався в хіміко-технологічному університеті. Як сам він каже:

«Вже тоді я розумів, що хіміком я навряд чи буду, тож паралельно з навчанням шукав для себе цікаве заняття».

Перше гончарне коло йому допоміг зібрати батько. Деякі деталі купив у магазині «Юний технік», а дещо вирізав сам Сергій. У батьківській бібліотеці Сергій знайшов книгу про народні промисли, де дуже детально, на ілюстраціях, було показано, як працювати з глиною. І тоді він став пробувати.
Вивчивши кілька азів гончарного ремесла, він став працювати далі, дослухаючись до свого відчуття. Першу майстерню Сергій Горбань влаштував у куточку глинобитного будиночка у 1992 р., а перша піч для випалювання була розміром з мікрохвильову пічку. Вже в 25 років він зміг відкрити персональну виставку в Дніпропетровському художньому музеї, причому працівники музею самі це запропонували. Тоді в експозиції були представлені декоративні об'єкти, використовувати які в побуті було неможливо: вони лише нагадували вази, пляшки, чайники. Це сталося через те, що в арсеналі Сергія ще не було багато чого потрібного для виробництва висококласної кераміки, узятися до роботи з якісною глиною та справжніми печами він зміг тільки років за десять. Пізніше гончар став купувати добру глину на керамічному заводі в Слов'янську, потім з'явилася можливість придбати імпортні глазурі. Незабаром Сергій винайшов унікальну дров'яну піч для обпалювання виробів. Яка є єдиною в своєму роді на Україні.

– Чи є у вас патент на виготовлення унікальної
дров'яної печі для обпалювання виробів? — А навіщо?
Зі спілкування з майстром.

А ще протягом останніх п'яти років у майстерні кераміки Сергія Горбаня діє гончарна школа, де любителі цього стародавнього мистецтва вивчають основи майстерності. Великою популярністю користуються також майстер-класи, які часто проводяться тут у межах святкування днів народження, корпоративів і просто дружніх вечірок для дорослих і дітей. Їх учасники із задоволенням приходять сюди, щоб у форматі арт-паті навчитися працювати на гончарному колі. А потім, днів через десять, після відповідної обробки, забрати виготовлені власними руками вироби.